# Luotosaari (ö i Södra Karelen, Imatra)
Luotosaari är en ö i Finland. Den ligger i sjön Loituma och i kommunen Ruokolax i den ekonomiska regionen  Imatra ekonomiska region  och landskapet Södra Karelen, i den sydöstra delen av landet, 270 km nordost om huvudstaden Helsingfors. Öns största längd är 30 meter i öst-västlig riktning.